# Liever te dik in de kist
Liever te dik in de kist is een single van de Nederlandse zangers Stef Ekkel en René Karst uit 2016.

## Achtergrond
Liever te dik in de kist is geschreven door Ekkel en Karst. Het is een carnavalskraker die gaat over genieten van het leven, inclusief de ongezonde dingen. De zangers kwamen met het idee voor het lied tijdens een vakantie in Turkije, waar Ekkel met de uitspraak "liever te dik in de kist dan een feestje gemist" kwam. Het lied werd vervolgens dezelfde avond gemaakt en was de volgende ochtend af.

## Hitnoteringen en prijzen
De single bereikte nummer 41 in de Mega Top 50 en hield het twee weken vol in deze lijst. In de Single Top 100 werd de 77e plaats bereikt en stond de plaat drie weken genoteerd. Het lied leverde de zangers tevens een Koos Alberts-award op.